# Ванга серподзьоба
Ванга серподзьоба (Falculea palliata) — вид горобцеподібних птахів родини вангових (Vangidae).

## Поширення
Ендемік Мадагаскару. Поширений по всій західній половині острова. Мешкає в сухому листяному лісі та у колючому лісі. Трапляється також у відкритій савані та в лісистих районах навколо сіл.

## Опис
Найбільший представник родини, завдовжки 32 см і вагою 106—119 г. має характерний, сильно вигнутий, синьо-сірий дзьоб, завдовжки до 70 мм. Голова (з коричневою райдужкою і чорним орбітальним кільцем), шия, горло, груди і живіт білі, спина і верхня частина хвоста чорного кольору. Сильні ноги темно-сірі. Обидві статі виглядають однаково.

## Спосіб життя
Раціон складається з комах, павуків, жуків та дрібних хребетних, яких вишукує під корою дерев та мохом. Сезон розмноження триває з жовтня по січень. Про потомство піклуються всі самці зі зграї. Гніздо діаметром 30-40 см, розташоване на висоті 9-16 м в розвилці гілок дерева. Кладка складається з трьох-чотирьох яєць кремово-білого кольору з плямами. Інкубаційний період становить 16-18 днів, а пташенята вилітають через 19-23 днів.